# Розшарування Кліфорда
У математиці розшарування Кліфорда є алгебричним векторним розшаруванням шари якого мають структуру алгебра Кліфорда, що зберігається при відображеннях локальної тривіалізації. Найбільше значення мають розшарування Кліффорда для ріманових або псевдоріманових многовидів M. Вони називаються розшаруваннями Кліфорда многовиду M.

## Загальна побудова
Нехай V є дійсним або комплексним векторним простором на якому задана симетрична білінійна форма <·,·>. Алгебра Кліфорда Cℓ(V) є натуральною асоціативною алгеброю з одиницею породженою елементами V із співвідношеннями:
{\displaystyle v^{2}=-\langle v,v\rangle }
для всіх v, що належать V. Алгебру Cℓ(V) можна побудувати як факторалгебру тензорної алгебри для V по  ідеалу породженому елементами {\displaystyle v^{2}+\langle v,v\rangle }.
Ці операції можна також здійснити для кожного шару деякого гладкого векторного розшарування. Нехай E є таким розшаруванням над гладким многовидом M, і g є гладкою симетричною білінійною формою на E. Розшарування Кліфорда для E є локально тривіальним розшаруванням шари якого є алгебрами Кліфорда для відповідних шарів E:
{\displaystyle C\ell (E)=\coprod _{x\in M}C\ell (E_{x},g_{x})}
Топологія на Cℓ(E) є одержується із топології E за допомогою застосування конструкції асоційованого розшарування.
Найважливішим є випадок коли g є додатноозначеною або хоча б невиродженою, у цьому випадку (E, g) називають відповідно рімановим або псевдорімановим розшаруванням. Нехай (E, g) є рімановим векторним розшаруванням. Нехай CℓnR є алгеброю Кліфорда породженою Rn із стандартним скалярним добутком. Дія ортогональної групи O(n) на Rn породжує градуйований автоморфізм алгебри CℓnR. Гомоморфізм
{\displaystyle \rho :\mathrm {O} (n)\to \mathrm {Aut} (C\ell _{n}\mathbb {R} )}
задається як
{\displaystyle \rho (A)(v_{1}v_{2}\cdots v_{k})=(Av_{1})(Av_{2})\cdots (Av_{k})}
де vi є векторами у Rn. Розшарування Кліфорда для E задається тоді як
{\displaystyle C\ell (E)=F(E)\times _{\rho }C\ell _{n}\mathbb {R} }
де F(E) є ортонормальним розшаруванням реперів для E. Зокрема структурною групою для Cℓ(E) є O(n). Оскільки O(n) діє градуйованими автоморфізмами на CℓnR то Cℓ(E) є розшаруванням супералгебр над M. Розшарування Кліфорда Cℓ(E) можна розкласти у суму парного і непарного підрозшарувань:
{\displaystyle C\ell (E)=C\ell ^{0}(E)\oplus C\ell ^{1}(E).}
Якщо векторне розшарування E є орієнтовним, то структурну групу для Cℓ(E) можна звести із O(n) до SO(n).

## Розшарування Кліфорда над рімановими многовидами
Якщо M є рімановим многовидом із метричним тензором g, то розшаруванням Кліфорда для M називається розшарування Кліфорда для дотичного розшарування TM. Еквівалентно розшарування Кліфорда можна побудувати із кодотичного розшарування T*M адже ріманова метрика задає натуральний ізоморфізм TM = T*M і, як наслідок, ізоморфізм Cℓ(TM) = Cℓ(T*M).
Між розшаруванням Кліфорда і зовнішнім розшаруванням для M існує ізоморфізм:
{\displaystyle C\ell (T^{*}M)\cong \Lambda (T^{*}M).}
Він є ізоморфізмом векторних розшарувань але не є ізоморфізмом алгебричних розшарувань адже алгебрична структура на кожному шарі не зберігається. Ізоморфізм є породжений ізоморфізмом векторних просторів (але не ізоморфізмом алгебр) на кожному шарі. Зокрема при цій ідентифікації перетини розшарування Кліфорда можна розглядами як диференціальні форми на M але добуток двох форм при цьому одержується із добутку у алгебрах Кліфорда, а не є рівним стандартному зовнішньому добутку, що не залежить від метрики g.
Даний ізоморфізм також зберігає градуювання, тобто
{\displaystyle {\begin{aligned}C\ell ^{0}(T^{*}M)&=\Lambda ^{\mathrm {even} }(T^{*}M)\\C\ell ^{1}(T^{*}M)&=\Lambda ^{\mathrm {odd} }(T^{*}M).\end{aligned}}}
Важливим для теорії розшарувань Кліфорда над рімановими многовидами є продовження зв'язності Леві-Чивіти із дотичного розшарування многовиду на породжене ним розшарування Кліфорда. На дотичному розшаруванні для довільних гладких полів X і Y зв'язність Леві-Чивіти визначає гладке векторне поле {\displaystyle \nabla _{X}Y}. Цей оператор можна продовжити на тензорне розшарування вимагаючи виконання правила добутку:
{\displaystyle \nabla _{X}(Y\otimes Z)=\nabla _{X}(Y)\otimes Z+Y\otimes \nabla _{X}(Z),}
де X є векторним полем, а Y, Z — гладкими перетинами тензорного розшарування. Зокрема для гладких функцій на многовиді {\displaystyle \nabla _{X}(f)=Xf,} тобто оператор є рівним диференціюванню за напрямком.
Задану таким чином зв'язність Леві-Чивіти із тензорного розшарування можна перенести на розшарування Кліфорда. Для цього потрібно довести, що для довільних векторних полів {\displaystyle X,Y} гладкий перетин {\displaystyle \nabla _{X}(Y\otimes Y+g(Y,Y))} (у якому другий аргумент є одним із елементів, що локально породжують ідеал тензорних алгебр факторалгебри по яких є рівними алгебрам Кліфорда) теж належить ідеалу породженому елементами виду {\displaystyle Z\otimes Z+g(Z,Z)}. Але із властивостей зв'язності Леві-Чивіти і означення цієї зв'язності для тензорного розшарування:
{\displaystyle \nabla _{X}(Y\otimes Y+g(Y,Y))=\nabla _{X}(Y)\otimes Y+Y\otimes \nabla _{X}(Y)+2g(\nabla _{X}(Y),Y)}
Але за допомогою простих арифметичних операцій також одержується рівність
{\displaystyle {\begin{aligned}\nabla _{X}Y\otimes Y+Y\otimes \nabla _{X}Y+2g(\nabla _{X}Y,Y)&={1 \over 2}\left((\nabla _{X}Y+Y)\otimes (\nabla _{X}Y+Y)+g(\nabla _{X}Y+Y,\nabla _{X}Y+Y)\right)-\\&-{1 \over 2}\left((\nabla _{X}Y-Y)\otimes (\nabla _{X}Y-Y)+g(\nabla _{X}Y-Y,\nabla _{X}Y-Y)\right)\end{aligned}}}
Відповідно {\displaystyle \nabla _{X}(Y\otimes Y+g(Y,Y))} є сумою перетинів виду {\displaystyle \pm {1 \over 2}(Z\otimes Z+g(Z,Z))}  і тому належить відповідному ідеалу.